# Giovanni De Gregorio
Giovanni De Gregorio (ur. 20 stycznia 1729 w Mesynie, zm. 11 lipca 1791 w Rzymie) – włoski kardynał.

## Życiorys
Urodził się 20 stycznia 1729 roku w Mesynie, jako syn Leopolda De Gregorio i Giuseppy Maury Grimaldi. W młodości został referendarzem Trybunału Obojga Sygnatut i klerykiem Kamery Apostolskiej. 14 lutego 1785 roku został kreowany kardynałem prezbiterem i otrzymał kościół tytularny Santissima Trinità al Monte Pincio. W latach 1789–1790 był kamerlingiem Kolegium Kardynałów. Zmarł 11 lipca 1791 roku w Rzymie.